# Hotelcake
Hotelcake is industrieel geproduceerde cake. Hotelcake wordt gebakken in een groot, langwerpig rechthoekig bakblik, zodat er bijvoorbeeld in een hotel of andere horecazaak veel plakken van gesneden kunnen worden. Qua ingrediënten verschilt hotelcake doorgaans niet van het basisrecept voor cake: bloem, boter, eieren en suiker, in gelijke hoeveelheden, met een rijsmiddel. In Nederland en België is voorverpakte hotelcake te koop in supermarkten; deze is in tegenstelling tot verse cake meerdere weken houdbaar.